# Eupithecia creta
Eupithecia creta là một loài bướm đêm trong họ Geometridae.